# 小行星727
小行星727（727 Nipponia）是一颗围绕太阳公转的小行星。1912年2月11日，亚当·马辛杰（Adam Massinger）在海德堡描述了此天体。
小行星727首先由平山信于1900年3月6日在日本东京发现。然而，他没能确定它的轨道。1912年2月11日，它被马辛杰再次发现，马辛杰将命名权给了平山信，于是平山信选择了Nipponia这个名字，是“日本”一词的拉丁化形式。
这颗小行星的绝对星等为9.6等。

## 相关條目
- 小行星列表/10001-11000

## 外部連結
- Asteroid Lightcurve Database (LCDB) （页面存档备份，存于）, query form (info （页面存档备份，存于）)
- Dictionary of Minor Planet Names, Google books
- Discovery Circumstances: Numbered Minor Planets (10001)-(15000) （页面存档备份，存于） – Minor Planet Center
- 小行星727 at AstDyS-2, Asteroids—Dynamic Site
  - Ephemeris · Observation prediction · Orbital info · Proper elements · Observational info
- NASA JPL小天體瀏覽器上的小行星727

| 前一小行星： 小行星726 | 小行星列表 | 後一小行星： 小行星728 |